# اتوبیکو
اِتوبیکو (انگلیسی: Etobicoke؛ ‏ ‎i‎/ɛˈtoʊbɪkoʊ/‎) یک منطقهٔ مسکونی و یکی از ۶ ناحیهٔ شهری تورنتو در کشور کانادا است.
اتوبیکو ۱۲۳٫۹۳ کیلومتر مربع مساحت و ۳۶۵٬۱۴۳ نفر جمعیت دارد. دریاچه انتاریو در جنوب آن و فرودگاه بین‌المللی پیرسون تورنتو در غرب آن واقع شده‌اند.